# اولخوویه
اولخوویه (انگلیسی: Olkhovoye) یک شهرک در شهرستان اوفیمسکی استان باشقیرستان کشور روسیه است.